# Żyły sercowe najmniejsze
Żyły sercowe najmniejsze, żyły serca najmniejsze, żyły Thebesiusa (łac. venae cardiacae minimae, venae cordis minimae, venae Thebesius) – w anatomii człowieka drobne żyły ściany serca, uchodzące bezpośrednio do jam komór i przedsionków przez otwory żył najmniejszych (otwory Thebesiusa, otwory Vieussena, łac. foramina venarum minimarum, foramina Thebesius, foramina Vieussen). Szczególnie liczne są w przegrodzie międzyprzedsionkowej i w częściach podstawnych mięśni brodawkowatych. Odgrywają znaczną rolę w odpływie krwi żylnej z serca. Nazwa eponimiczna żył upamiętnia anatoma Adama Christiana Thebesiusa, a nazwa otworów którymi uchodzą do serca – także anatoma Raymonda Vieussensa.